# Fanna
Fanna (friuli nyelven: Fane, helyi nyelvjárásban: Fana, németül: Faun) település Olaszországban, Friuli-Venezia Giulia régióban, Pordenone megyében. Lakosainak száma 1470 fő (2023. január 1.). Fanna Cavasso Nuovo, Frisanco, Arba és Maniago községekkel határos.

## Népesség
A település lakossága az elmúlt években az alábbi módon változott:
| Lakosok száma | 1535 | 1554 | 1470 |
|               | 2017 | 2018 | 2023 |